# 真夜中的純潔
《真夜中的純潔》（真夜中は純潔，Mayonaka wa Junketsu／Chastity at Midnight）是日本音樂家椎名林檎的第七張單曲，由東芝EMI／Virgin Music於2001年3月28日發行，而黑膠盤的版本早兩個禮拜，於03月16日先行販售。初回生產限定盤為「官方卡貼」。
在單曲銷售成績方面，本張單曲在日本Oricon銷售榜上最高位居單週第2名。而在銷售認證上，單曲《真夜中的純潔》銷售突破40萬張，在2001年3月通過日本唱片協會認定為白金唱片。

## 單曲概要
《真夜中的純潔》是椎名林檎繼2000年9月發表《絕頂集》後，睽違六個月的新單曲。本張單曲因為慣用編曲人龜田誠治沒有參與製作的緣故，因此編曲的部分分別交給了新東京斯卡樂團、服部隆之及森俊之。而曲目序則是按照「夜→日→朝」來排列，演奏者則是以「〇〇管弦樂團」整齊劃一的標記。
不過，在拍攝歌曲「真夜中的純潔」的音樂錄影帶時，椎名林檎並沒有把和吉他手彌吉淳二結婚及懷孕的消息告訴工作人員。因此，當事情曝光後，工作人員除了責備椎名林檎外，更把原本的音樂錄影帶改成了動畫版。在音樂錄影帶完成後，原定於03月11日在日本七大都市電視台首度放映本音樂錄影帶，也因為澀谷警察署以可能造成混亂為由，要求終止放映，因此唱片公司臨時改在池袋車站前放映。日後，在歌曲「蘋果之歌」的音樂錄影帶中有出現原本拍攝的片段。
之後，因為單曲的世界觀與接下來所發行的專輯《加爾基 精液 栗子花》並不相同，因此並沒有被收錄於專輯中。日後，唱片公司將A面歌曲以特別曲收錄至2008年11月25日發行的套裝專輯《MoRA》中，藉以慶祝椎名林檎出道十週年。
在單曲發售時程上，新單曲發行的消息最早於2001年1月23日就在官網發佈，03月16日發行黑膠唱片版本。到了03月20日則開始接受歌迷下載服務。日本在03月28日發行單曲，台灣則是等到04月20日才同步發行進口版與台壓版。
最後，在單曲銷售成績方面，本張單曲在發行當週以20.6萬張的銷售量在日本Oricon銷售榜上位居第2名，總計在Oriocn銷售榜上榜9週，累積銷售達35.8萬張，名列2001年年度銷售榜第51位。同時，單曲銷售突破40萬張，在2001年3月通過日本唱片協會認定為白金唱片。

### 音樂錄影帶

音樂錄影帶中變成動畫角色的意象

導演番場秀一在歌曲「真夜中的純潔」的動畫版音樂錄影帶中，讓椎名林檎的愛貓「歌德」化身為貓機器人，動畫中女性的角色是根據「椎名林檎」而設計的，而男性的反派角色則是以「皆川真人」為範本。另外，音樂錄影帶中出現的手風琴，據說是椎名林檎用初次在比薩店打工的錢所購買的。在音樂錄影帶播放之初，因為是動畫版的緣故，在秋葉原附近掀起不小話題。日後，發行的單曲《蘋果之歌》中的音樂錄影帶中有出現原本拍攝的片段。
而在2011年4月22日在朝日電視台音樂節目「Music Station」的特別單元「2001年4月第四週 BEST 10」中，播出「真夜中的純潔」《雙六高潮》版本的音樂錄影帶。日本小學生認為這個服裝像是唱演歌的，但是歌曲聽起來卻很搖滾，富有女子搖滾的味道。

### 獲獎紀錄
The SPACE SHOWER MUSIC VIDEO AWARDS
- （2002）－BEST ANIMATION VIDEO－《真夜中的純潔》

## 曲目
| 曲序     | 曲目         | 词曲     | 演奏           | 时长  |
| -------- | ------------ | -------- | -------------- | ----- |
| 1.       | 真夜中的純潔 | 椎名林檎 | 新東京斯卡樂園 | 4:19  |
| 2.       | 席德與白日夢 | 椎名林檎 | 東日本搖擺樂園 | 3:36  |
| 3.       | 愛妻家朝食   | 椎名林檎 | 全日本詼諧樂園 | 3:58  |
| 总时长： | 总时长：     | 总时长： | 总时长：       | 11:53 |

### 曲目介紹
1. 真夜中的純潔（日語：真夜中は純潔）
  - 無收錄於專輯

這首歌的編曲應該為「東京斯卡樂團」，椎名林檎為了單曲的一致性，硬被標記成「新東京斯卡樂團」。
本首歌曲本來要收錄至接下來所發行的專輯《加爾基 精液 栗子花》中，但製作人員覺得「真夜中的純潔」並不符合整張專輯的概念，因此被排除在外。日後，東京事變也沒有將此首歌收錄在作品中，目前只有在椎名林檎《雙六高潮》全國巡迴演唱會中表演過此首歌。
椎名林檎曾表示收錄在2009年發行的專輯《三文八卦》中的歌曲「密偵物語」是歌曲「真夜中的純潔」的延續[14]。
2. 席德與白日夢（日語：シドと白昼夢）
  - 收錄於《我．放電》專輯中

取自於首張專輯《無限償還》中的歌曲，被改編成管弦樂團版。
3. 愛妻家朝食（日語：愛妻家の朝食）
  - 收錄於《我．放電》專輯中

世界著名的手風琴專家小林靖宏（日语：coba）擔任此首歌手風琴手的角色，據說椎名林檎事前完全不知道他會來參加演奏。

## 演出人員及後製
| ★真夜中的純潔 新東京斯卡樂園（新東京スカパラダイスオーケストラ） 友情出演 () 於) STUDIO TERRA ▲愛妻家朝食 全日本詼諧樂園（全日本スケルツォパラダイスオーケストラ） () 於) 一口坂STUDIO STUDIO TERRA | ●席德與白日夢 東日本搖擺樂園（東日本スウィングパラダイスオーケストラ） () 於) CRESCENT STUDIO 後製資訊 - 於) Bernie Grundman |

## 席德與白日夢歌曲版本
| 曲名         | 收錄專輯     | 年份   | 編曲     | 其他資訊   |
| ------------ | ------------ | ------ | -------- | ---------- |
| 席德與白日夢 | 無限償還     | 1999年 | 龜田誠治 | 搖滾樂團版 |
| 席德與白日夢 | 真夜中的純潔 | 2001年 | 服部隆之 | 管弦樂團版 |

## 銷售排行

### Oricon 銷售榜(日本)
《真夜中的純潔》最早於03月16日發行黑膠唱片，在日本公信榜Oricon的單曲榜2001年3月第4週付的榜單中以8,040張銷售量居單週第34名。總計《真夜中的純潔》黑膠唱片版本在日本公信榜Oricon的單曲榜上榜2週，累積銷售達1.6萬張。而單曲版本則於03月28日發行，發行首週，在日本公信榜Oricon的單曲榜2001年4月第2週付的榜單中以206,400張銷售量居單週第二名。同週冠軍是銷售量突破25萬大關的女歌手後藤真希的個人出道單曲「愛的傻瓜」。第二週則以銷售量45,690張位居4位。總計《真夜中的純潔》在日本公信榜Oricon的單曲榜上榜9週，累積銷售達35.8萬張。同時在2001年年銷售榜中，《真夜中的純潔》以35.8萬張銷售量居全年第51名。
| 名稱                       | Oricon銷售榜 | 初登場 | 初登場  | 最高  | 最高    | 總銷售量 | 累積上榜次數 |
| 名稱                       | Oricon銷售榜 | 排 行  | 銷售量  | 排 行 | 銷售量  | 總銷售量 | 累積上榜次數 |
| -------------------------- | ------------ | ------ | ------- | ----- | ------- | -------- | ------------ |
| 2001年3月28日 真夜中的純潔 | 週銷售排行榜 | #2     | 206,400 | #2    | 206,400 | 358,240  | 9週          |
| 2001年3月28日 真夜中的純潔 | 月銷售排行榜 | #3     | 284,800 | #3    | 284,800 | 358,240  | 9週          |
| 2001年3月28日 真夜中的純潔 | 年銷售排行榜 | #51    | 358,240 | #51   | 358,240 | 358,240  | 9週          |

| 名稱                                   | Oricon銷售榜 | 初登場 | 初登場 | 總銷售量 | 累積上榜次數 |
| 名稱                                   | Oricon銷售榜 | 排 行  | 銷售量 | 總銷售量 | 累積上榜次數 |
| -------------------------------------- | ------------ | ------ | ------ | -------- | ------------ |
| 2001年3月16日 真夜中的純潔（黑膠唱片） | 週銷售排行榜 | #34    | 8,040  | 15,990   | 2週          |
| 2001年3月16日 真夜中的純潔（黑膠唱片） | 年銷售排行榜 | -      | -      | 15,990   | 2週          |

### 其他銷售榜
| 排行榜名稱                          | 最高排名 |
| ----------------------------------- | -------- |
| (日本) Soundscan：CD Single Top 20  | #2       |
| (日本) J-WAVE：Tokio Hot 100 (年榜) | #53      |
| (日本) CDTV Top 100                 | #2       |

### 銷售認證
| 認證單位              | 銷量               |
| --------------------- | ------------------ |
| (日本) RIAJ：單曲銷售 | 白金唱片 (400,000) |

## 發行歷史
| 國家 | 發行日期      | 發行形式       | 唱片公司              | 商品編號   |
| ---- | ------------- | -------------- | --------------------- | ---------- |
| 日本 | 2001年3月16日 | 黑膠唱片       | 東芝EMI／Virgin Music | TOJT-22155 |
| 日本 | 2001年3月28日 | CD             | 東芝EMI／Virgin Music | TOCT-22155 |
| 台灣 | 2001年4月20日 | CD(進口初回盤) | 東芝EMI／Virgin Music | TOCT-22155 |
| 台灣 | 2001年4月20日 | CD(台壓盤)     | 科藝百代              | -          |

## 脚注